# Bokak

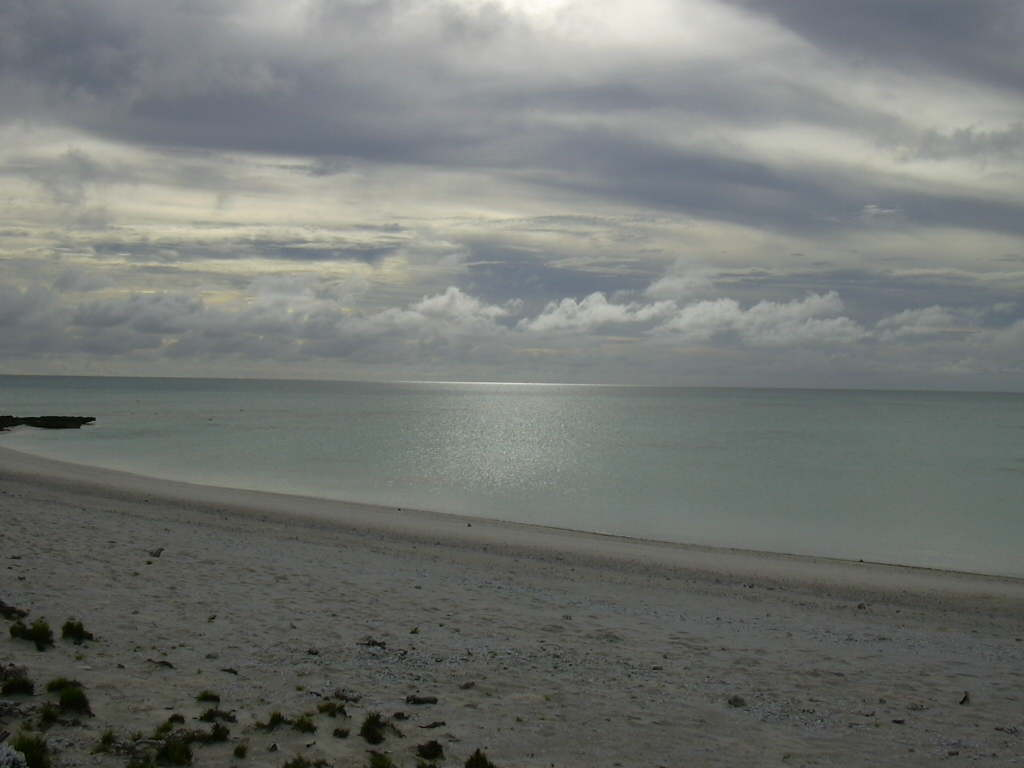
Le lagon de Bokak.

 Bokak (aussi connu sous le nom de Taongi) est un atoll corallien inhabité dans la chaîne Ratak des Îles Marshall, situé dans l'océan Pacifique. En raison de son isolement relatif par rapport aux îles principales du groupe, Bokak possède une flore et une faune intacte qui a été laissée à l'état vierge.
Il est situé à 685 km au nord de l'atoll de Majuro, la capitale des îles Marshall, et à 280 km au nord-est de l'atoll de Bikar, l'atoll le plus proche, ce qui en fait l'atoll le plus au nord et le plus isolé du pays. L'île Wake est à 560 km au nord-ouest. La superficie du terrain est de 3,2 km2 et la lagune mesure 78 km2. Il se compose de 36 îlots.
Le premier Européen à avoir rapporté l'existence de Bokak est l'explorateur espagnol Alonso de Salazar le 21 août 1526.

## Caractéristiques physiques
L'atoll est en forme de croissant, mesurant environ 18 km sur 9 km et orienté nord-sud. Le récif de l'atoll est ininterrompu, à l'exception d'un chenal de 20 m de large à l'ouest. Dix îlots se trouvent à l'est et au sud-est du récif. Les îlots les plus importants, du nord au sud, sont North Island, Kamwome, Bwdije, Sibylla, Bokak et Bwokwla. Sibylla est la plus grande, mesurant environ 7,2 km de longueur et jusqu'à 305 m de largeur. L'îlot de Kamwome au nord-est de Sibylla est le deuxième plus grand, tandis que Bokak (Taongi), d'où le nom de l'atoll, se trouve au sud de Sibylla.
D'après les résultats des opérations de forage sur l'atoll d'Enewetak, dans la chaîne Ralik tout proche des îles Marshall, Bokak peut inclure jusqu'à 1 400 m de matériaux récifaux sur une base rocheuse basaltique. Comme la plupart des coraux locaux s'arrêtent à environ 45 m sous la surface de l'océan, une telle base corallienne massive et caillouteuse suggère un affaissement isostatique graduel du volcan éteint sous-jacent, qui s'élève à 3 000 m du fond de l'océan environnant.